# Salamonie River
Der Salamonie River ist ein linker Nebenfluss des Wabash River im US-Bundesstaat Indiana. Der Fluss ist etwa 136 km lang. Sein Einzugsgebiet umfasst 1450 km². Am Pegel Dora unweit der Mündung beträgt der mittlere Abfluss 14,5 m³/s.
Der Salamonie River entspringt im Jay County im äußersten Osten von Indiana unweit der Grenze zu Ohio. Er fließt in überwiegend westnordwestlicher Richtung. Er passiert die Ortschaft Salamonia, die Kleinstadt Portland, die Ortschaften Pennville, Montpelier und Warren. Am Unterlauf, etwa 5 km oberhalb der Mündung, wird der Fluss vom 1966 errichteten Salamonie Dam zum Salamonie Lake aufgestaut. Der Damm dient der Abflussregulierung und dem Hochwasserschutz. Schließlich mündet der Salamonie River bei Lagro in den Wabash River. 
Am Ufer des Salamonie Lake befinden sich folgende Schutz- und Erholungsgebiete: Mt. Etna State Recreation Area, Lost Bridge State Recreation Area, Mt. Hope State Recreation Area, Dora New Holland State Recreation Area. Kurz vor der Mündung erstreckt sich der Salamonie River State Forest entlang dem Unterlauf.